# Soneto 99
| «» Soneto 99 |
| --- |
| The forward violet thus did I childe: - Sweet thief, whence didst thou steal thy sweet that smells, Is not from my love’s breath? The purple pride Which on thy soft cheek for complexion dwells, In my love’s vein thou hast too grossly dy’d, The lily I condemned for thy hand, And buds of marjoram had stolen thy hair: The roses fearfully on thorns did stand, One blushing shame, another White despair; A third, nor red nor White, had stolen of both, And to his robbery had annex’d thy breath; But for his theft, in pride of all his growth A vengefull canker eat him um to death. More flowers I noted, yet I none could see, But sweet or colour it had stolen from thee. |
| –William Shakespeare |

O Soneto 99 foi escrito por William Shakespeare e faz parte dos seus 154 sonetos. 

## Análise
Tecnicamente, este não é um soneto. É uma das duas únicas exceções entre os 154 sonetos. É o único que apresenta 15 versos, iniciando com um quinteto. 
O poema, se assemelhando a um soneto, tem, no entanto, 15 versos, fugindo à regra principal do soneto, que é ter o número de 14 versos. Analisando-se o esquema rímico, alguns autores consideram que ele inicia com um quinteto. O tradutor Milton Lins, por sua vez, entendeu ser o primeiro verso um título antes colocado e não retirado.

”O primeiro deles poderia ter sido um título inicial, abandonado no tempo pelos primeiros editores mas também conservado por constituir um verso. Colocando-o como título, belo verso que é, o soneto parece ficar mais atraente”. 
Há, no entanto, quem ache que é proposital essa possível anormalidade. Alguns comentaristas indicam que, por conter 15 versos e ser o número 99, este texto aponta para o ano de 1599. Este é um número crucial, no qual os elisabetanos se deleitaram.

## Sinopse
Neste poema, sobre a ausência do amado, o poeta acusa ervas da primavera e flores de roubar fragrância e cor do amado. Está intimamente ligado ao soneto 98, sendo-lhe a continuação. 
O soneto faz parte da série dos primeiros 126, que pertencem à sequência Fair Youth de Shakespeare, todos dedicados a um jovem desconhecido.  Este soneto continua de onde o ‘Soneto 98’ parou, falando sobre a juventude em relação aos temas da primavera, vida nova e natureza.

## Traduções

### Tradução deMilton Lins
Censurei a violeta mais famosa

Ladra, de onde roubaste a flor cheirosa,

Do arfar do meu amor? Lilás contraste

Que nas tuas maçãs é cor de rosa,

Nas veias dele, em belo tom, coraste,

O lírio condenei com tua mão,

Brotos de manjerona em teu cabelo:

As rosas com espinho, apreensão,

Rubor de acanhamento e desespero;

Outro os roubou, não foi coral nem branco,

E a tal roubo somou o teu suporte;

Mas, em compensação – um prêmio franco:

A praga vegetal levou-o à morte.

Notei as flores, mas não pude ver

- Se o doce ou a cor roubou do teu poder.

### Tradução de José Arantes Júnior
Como nos outros sonetos traduzidos, José Arantes Júnior pôs título neste. E transformou os 15 versos originais nos 14 preconizados para um soneto.
Dons autênticos e dons roubados

Faço minha censura à violeta ardente:

Doce ladra, de onde tiras teu cheiro

Senão do sopro de meu amor eloqüente

Para a púrpura visão de teu canteiro?

Por tua mão, condenei o lírio altivo

Botões de manjerona que tecem cabelo,

E duas rosas que fiam os dons ativos

A rubra por brio e a branca por zelo;

Uma outra rosa possui a cor de ambas

E adiciona no roubo a tua respiração

Todavia seu desenvolvimento descamba

Pois um bicho come a sua organização;

Nas flores que vi ficou identificado

O odor e a cor, de ti, eram roubados.